# تقصیر من نیست
«تقصیر من نیست» (به انگلیسی: Ain't My Fault) ترانه‌ای از خوانندهٔ سوئدی زارا لارسن می‌باشد که در دومین آلبوم استودیویی وی تحت عنوان خیلی خوب (۲۰۱۷) قرار دارد. این ترانه در ۲ سپتامبر سال ۲۰۱۶ از سوی تن موزیک گروپ و اپیک رکوردز به‌عنوان سومین تک‌‎آهنگ از آلبوم منتشر گردید. این اثر پس از انتشار، نقدهای مثبتی از سوی منتقدان دریافت کرد و در سوئد به رتبهٔ اول، در نروژ و رومانی به جمع ده ترانهٔ برتر، و در ده کشور دیگر به جمع بیست ترانهٔ برتر رسید. این اثر در شانزده کشور موفق به دریافت گواهی طلا یا بالاتر شده است. وی در نسخهٔ ریمیکس این ترانه با رپر آمریکایی لیل یاتی همکاری نموده‌است.